# 노형중학교
노형중학교(老衡中學校)는 대한민국 제주특별자치도 제주시 노형동에 있는 공립 중학교이다.

## 학교 연혁
- 2008년 5월 27일 : 노형중학교 36학급 설립인가(36학급) (제주도특별자치도고시 제2008-81호)
- 2013년 3월 1일 : 노형중학교 개교, 초대 교장 김장영 선생 부임
- 2015년 2월 28일 : 세미나실 개관
- 2015년 3월 1일 : 교육부요청 도교육청 지정 학교자율체육 정책 연구학교 운영(~ 2016.2.29.)
- 2015년 11월 6일 : 혜낭 도서관 개관
- 2016년 3월 1일 : 교육부요청 도교육청 지정 안전교육 연구학교 운영(~2018.02.28.)
- 2017년 3월 1일 : 도교육청 지정 자유학기 일반학기 연계활동 시범학교 운영(~2019.02.28)
- 2021년 3월 1일 : 42학급 인가(일반 40학급, 특수 2학급)
- 2024년 3월 1일 : 제7대 교장 박재희 선생 취임
- 2025년 1월 8일 : 제10회 졸업(378명 졸업, 총 졸업생 수 4,065명)
- 2025년 3월 4일 : 제13회 입학(475명 입학 남자 194명, 여자 281명)

## 참고 자료
- 노형중학교 - 한국교육학술정보원 학교알리미